# Zwarte-polder
De Zwarte-polder is een polder en voormalig waterschap in de gemeente Loosduinen (Den Haag) in de Nederlandse provincie Zuid-Holland. Het waterschap was ook bekend onder de namen Zwartepolder (of Zwarte Poldertje) en (Kleine) Uithofspolder. Het waterschap werd in 1973 opgeheven en bij het Hoogheemraadschap van Delfland en de gemeente Den Haag gevoegd.
Het waterschap was verantwoordelijk voor de drooglegging en de waterhuishouding in de polder.